# 尼泊尔的发展区
尼泊尔曾經分为5个发展区（Development Regions），发展区下设专区（Administrative Zones），共有14个专区，专区下面设县（Districts），共有75个县。相關行政區劃於2015年實施新憲法時撤銷，5個發展區和14個專區重組為7個省。

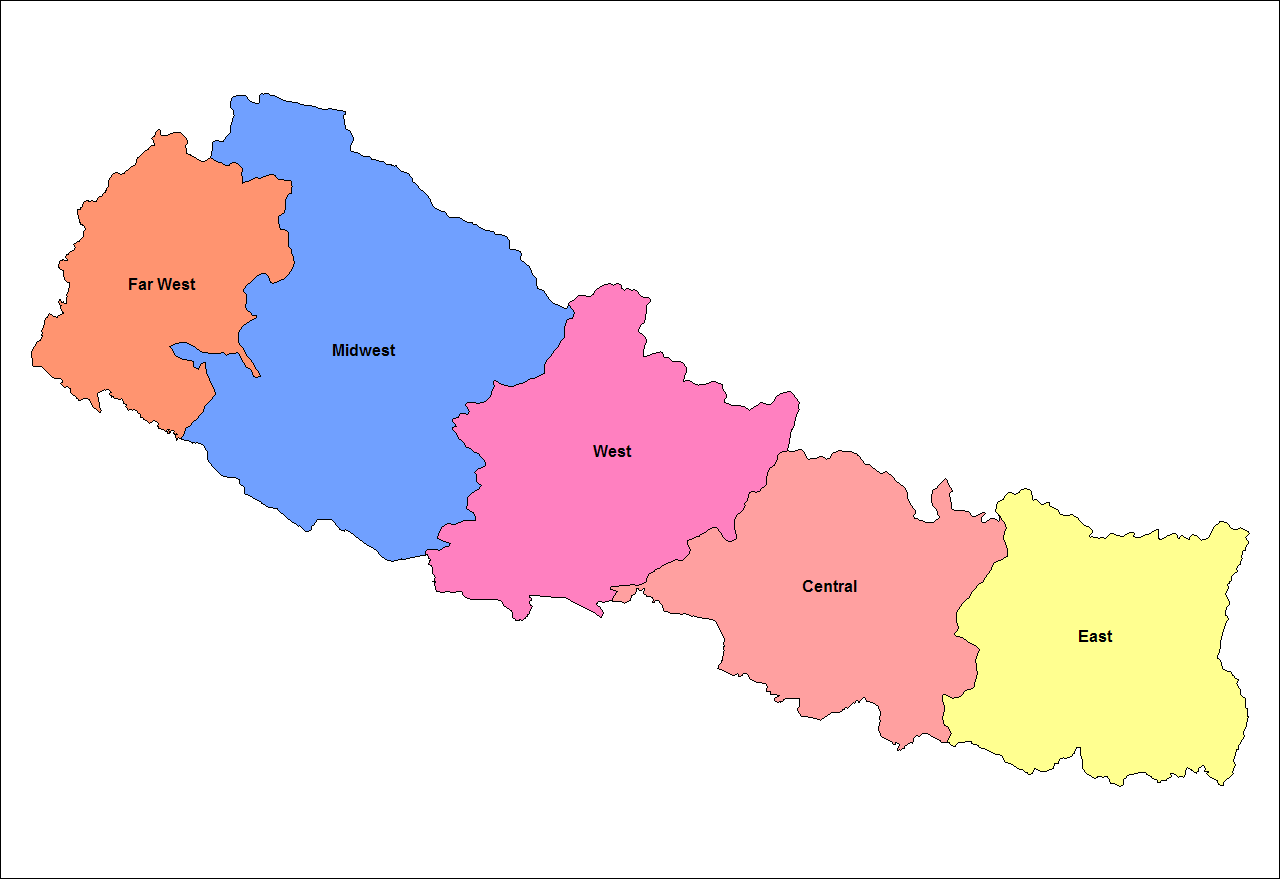
尼泊尔的
5个发展区

五大区分別為：
1. 东部发展区
2. 中部发展区
3. 西部发展区
4. 中西部发展区
5. 远西部发展区